# Route nationale 2 (Mayotte)
Pour les articles homonymes, voir Route nationale 2.
La route nationale 2 ou RN 2 est une route nationale française de Mayotte reliant Mamoudzou à Sada.

## Historique
La route nationale 2 de Mayotte a été créée par décret du 6 juillet 1978.

## Tracé
- Mamoudzou
- Mtsapéré
- Passamaïnty
- Tsountsou 1
- Tsountsou 2
- Tsararano
- Ongojou
- Coconi
- Barakani
- Mangajou
- Sada